# Námořní muzeum Veletov
Námořní muzeum Veletov je muzeum zaměřené na historii Československé námořní plavby (ČNP). Muzeum sídlí na břehu řeky Labe ve Veletově v okrese Kolín a provozuje jej spolek Česká lodní společnost, který se zabýval vzděláním a osvětou veřejnosti v oblasti plavby.
Otevřeno bylo v červnu roku 2023 v budově bývalého konzumu, jenž byl k účelům využití jako výstavních prostor zrekonstruován členy spolku. Staré zařízení samoobsluhy bylo přestěhováno a z bývalých regálů byly vyrobeny vitríny.
Expozice muzea mapuje historii ČNP od vzniku společnosti až do jejího konce v 90. letech 20. století. Kromě toho se však také zabývá i dalšími osobnostmi spojenými s českou námořní historií, kterými byly například Augustin Heřman či Eduard Ingriš. Část expozice je rovněž věnována lodím z meziválečné baťovské éry. K vidění jsou v muzeu vlajky, uniformy, modely, části lodí, ekonomické výkazy, navigační pomůcky, set porcelánového nádobí, lékařské předměty, záchranné prostředky, čluny, neoprenové obleky, šavle, vycpaný krokodýl, žraločí čelist, velký krab a také fotografie či diapozitivy.
Muzeum také vede projekt Třinec jede domů, jehož cílem je získat alespoň některé části bývalé lodi Třinec do sbírek muzea. Bývalá československá obchodní loď je (v roce 2025) jediná dosud existující loď, jež byla postavena pro ČNP a jedná se tak o poslední možnost uchovat hmotné dědictví československých námořníků. Loď je zakotvena v přístavu v Rotterdamu, kde slouží jako skladovací plavidlo sypkých materiálů. Mezi části lodi, o něž muzeum a další zainteresovaní usilují, patří lodní komíny, část přídě, a části kapitánského můstku. Záštitu projektu poskytla jak primátorka města Třinec, tak i nizozemský velvyslanec, v jehož domovské zemi právě poslední československá loď čeká na sešrotování.
Muzeum je otevřeno o víkendech od 10 do 17 hodin, přičemž vstupné činilo 100 Kč pro dospělé a 50 Kč pro děti.